# Lliga de Brava de futbol
La Lliga de Brava de futbol és la lliga regional de l'illa de Brava, Cap Verd. El campió disputa la lliga capverdiana de futbol.

## Clubs participants temporada 2016/17[1]
- Académica (Brava) – Vila Nova Sintra
- Benfica (Brava)
- Corôa Nossa Senhora do Monte
- Juventude da Furna
- Morabeza
- Nô Pintcha
- Sporting (Brava)

## Historial
Font:
- 1982-83: Morabeza
- 1983-84: Morabeza
- 1984-85: Morabeza
- 1985-86: desconegut
- 1986-87: desconegut
- 1987-88: Nô Pintcha
- 1988-89: desconegut
- 1989-90: Nô Pintcha
- 1990-91: Nô Pintcha
- 1991-92: Morabeza
- 1992-93: Nô Pintcha
- 1993-94: Nô Pintcha
- 1994-95: Nô Pintcha
- 1995-96: Nô Pintcha
- 1996-97: Nô Pintcha
- 1997-98: Nô Pintcha
- 1998-99: Nô Pintcha
- 1999-00: Nô Pintcha
- 2000-01: Nô Pintcha
- 2001-02: Académica (Brava)
- 2002-03: Nô Pintcha
- 2003-04: Nô Pintcha
- 2004-05: Morabeza
- 2005-06: Nô Pintcha
- 2006-07: Morabeza
- 2007-08: Corôa
- 2008-09: Morabeza
- 2009-10: Morabeza
- 2010-11: no es disputà
- 2011-12: Académica (Brava)
- 2012-13: Juventude da Furna
- 2013-14: Sporting (Brava)
- 2014-15: Sporting (Brava)
- 2015-16: Sporting (Brava)
- 2016-17: Sporting (Brava)
- 2017-18: Morabeza
- 2018-19: Sporting (Brava)